# Sexa
Sexa var ursprungligen en festligare lättare måltid intagen omkring eller senare än klockan sex på kvällen. En senare tillställning kunde kallas nattsexa.

## Namnet
Namnet finns belagt i skrift redan 1831 i en tysk reseskildring från Sverige. En huggsexa var ursprungligen en måltid där man ivrigt och hänsynslöst försåg sig av de uppdukade läckerheterna.

## Studentliv
I studentlivet, bland annat på nationer, finns uttrycket kvar (ibland som nattamat) och syftar ofta på en sen vickning som personalen äter efter festens slut. En sådan sexa kan hamna i närheten av klockan sex på morgonen. Ibland används den som beteckning för vickning till gästerna mellan 01.00 och 04.00 cirka.
I Lund används begreppet oftast för den tacksittning (som normalt slutar kl 06.00 på morgonen) som personal får när de har arbetat på en tillställning.
I Uppsala används uttrycket för att beteckna en informell sittning oavsett tidpunkt.